# Chiesa anglicana cattolica in Australia
La Chiesa anglicana cattolica in Australia (Anglican Catholic Church in Australia, ACCA) è la giurisdizione regionale della Comunione anglicana tradizionale in Australia e Nuova Zelanda. È composta da una sola diocesi, a sua volta suddivisa in tre distretti apostolici affidati a vescovi coadiutori. Il suo primate è John Hepworth, che fino al 2012 ha ricoperto anche il ruolo di primate della Comunione anglicana tradizionale. I coadiutori sono David Chislett (distretto apostolico Nord), David Robarts (distretto apostolico Sud) e Henry Entwistle (distretto apostolico Ovest).

## Struttura
- Sotto diretta giurisdizione arcivescovile
  - Australia meridionale
  - Territorio del Nord
  - Città di Mildura (Victoria)
- Distretto apostolico nord
  - Queensland (Beenleigh, Brisbane, Cairns, Carina, Coomera, Deception Bay, Maroochydore, Mermaid Beach, Rockhampton, Surfers Paradise)
  - Nuovo Galles del Sud settentrionale (Inverell, Mount Russell, Sydney)
- Distretto apostolico sud
  - Victoria (Melbourne, Melton)
  - Nuova Zelanda
  - Tasmania
  - Nuovo Galles del Sud meridionale
- Distretto apostolico ovest
  - Australia occidentale (Perth)